# Nauka a smlouvy

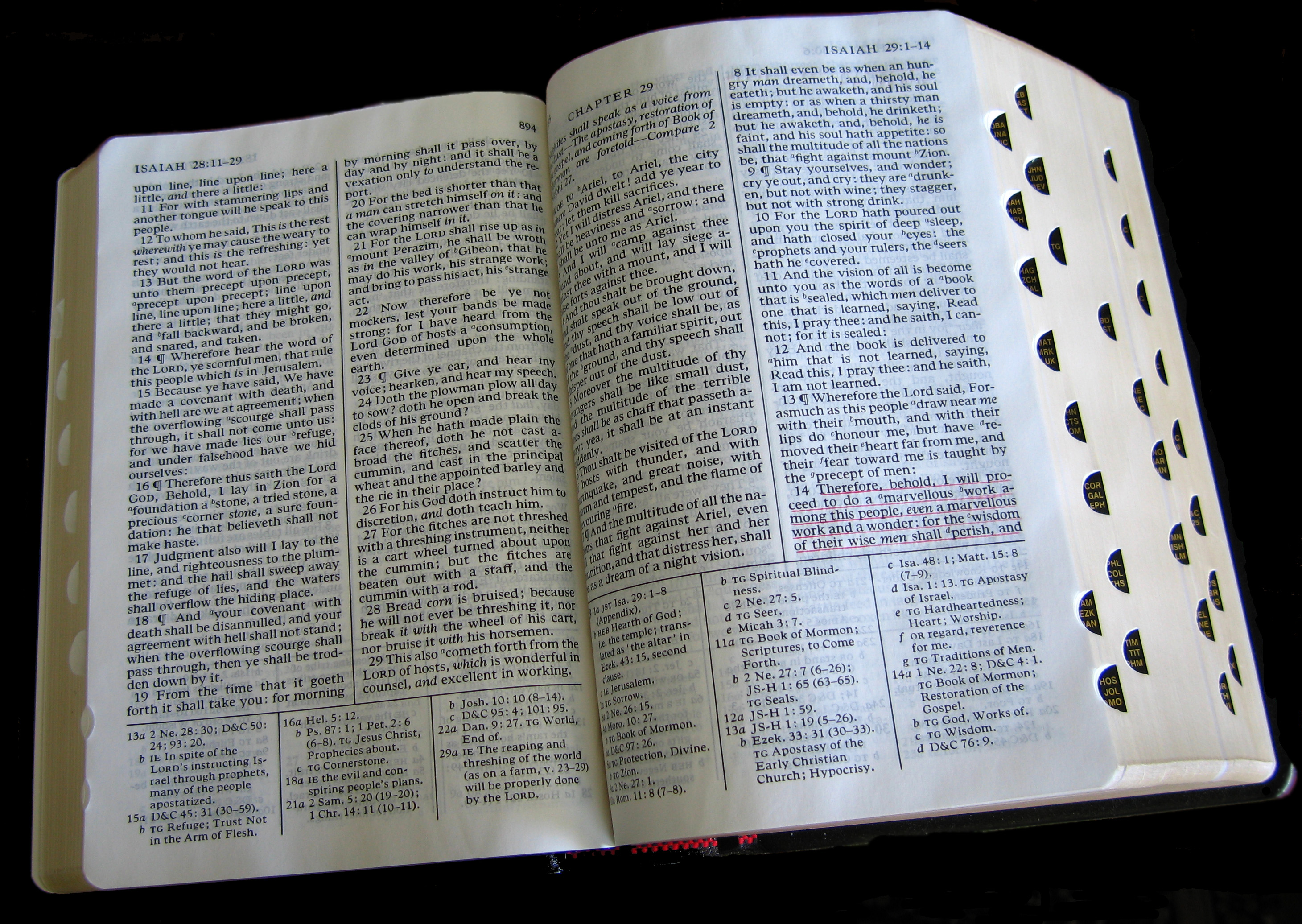
Svaté Písmo mormonismu

"Nauka a Smlouvy" je název knih, které mormonské církve berou jako svaté Písmo. Liší se však v počtu a pořadí některých oddílů.
V kanonizovaných Písmech Církve Ježíše Krista Svatých Posledních dnů je 138 oddílů Nauky a smluvy. Jednotlivá zjevení nenásledují vždy historicky po sobě. Dnešní vydání oficiální se v některých případech a pasážích výrazně liší od prvního vydání této knihy.
Menší mormonská církev – Komunita Kristova – má ve své Nauce a Smlouvách 164 oddílů.

## Verze Církve Ježíše Krista Svatých Posledních dnů

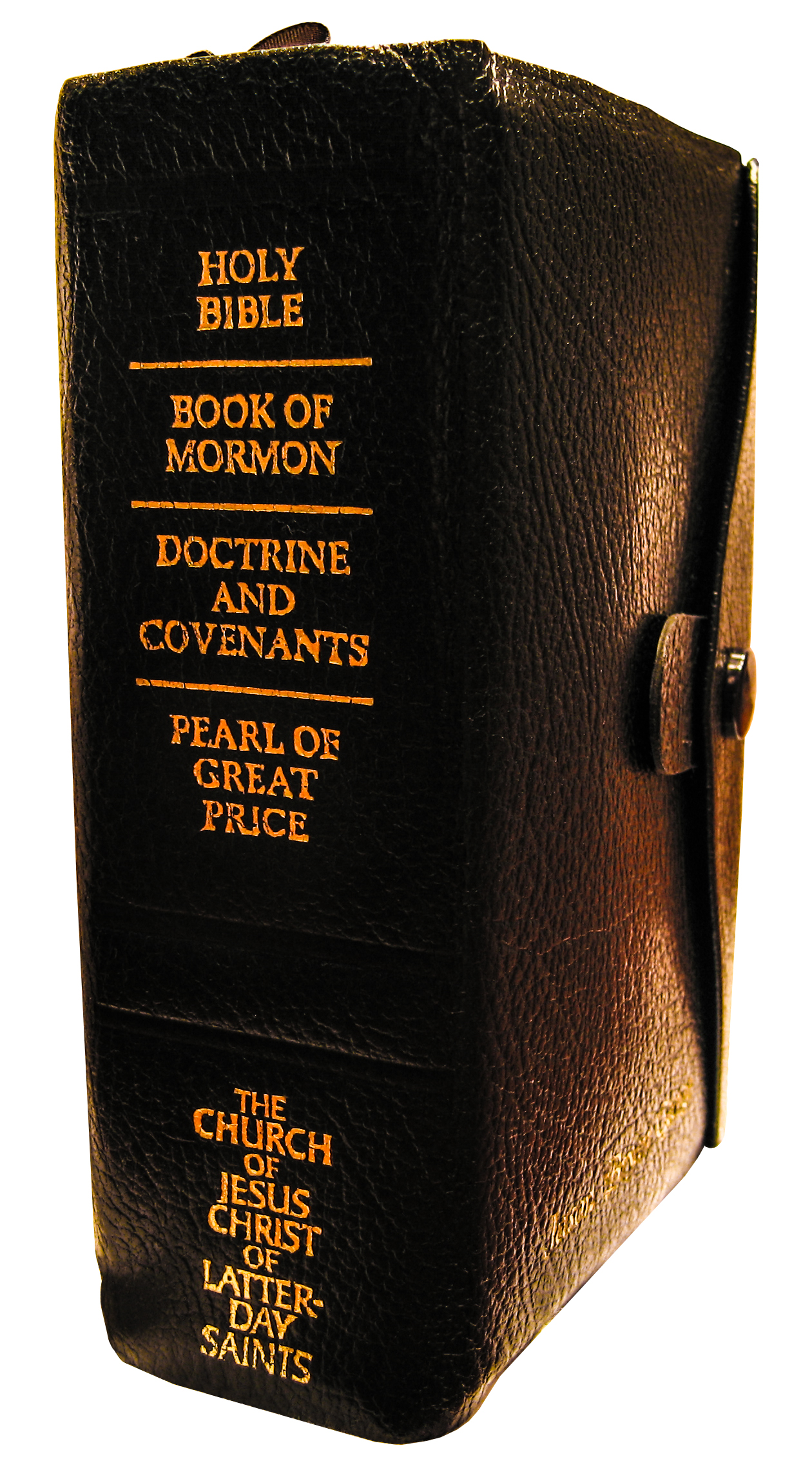

Nauka a smlouvy (často označováno jako NaS nebo anglicky 'Doctrine and Covenants' – D&C) je jedna ze čtyř svatých knih uznaných Církví Ježíše Krista Svatých Posledních Dnů (pod zkratkou CJKSPD). Dále se sem počítá Bible, Kniha Mormonova – další svědectví o Ježíši Kristu a Drahocenná perla. Všechna tato čtyři díla jsou souhrnně označována jako standardní díla církve.
Na rozdíl od Bible nebyla kniha Nauka a Smlouvy překladem dávného dokumentu, ale je novodobého původu a byla dána Bohem skrze jeho vyvolené proroky pro znovuzřízení jeho svatého díla a založení království Božího na zemi v těchto dnech. Kromě více než 130 zjevení Josepha Smithe obsahuje také 1 zjevení Brighama Younga, 1 zjevení Johna Taylora, 1. oficiální deklaraci WIlforda Woodruffa, 1 zjevení Josepha F. Smithe a 2. oficiální deklaraci Spencera W. Kimballa

### Pozadí vzniku
Samotná CJKSPD představuje knihu Nauka a Smlouvy jako sbírku božských zjevení a inspirovaných oznámení daných pro založení a spravování království Božího na zemi v posledních dnech. Ačkoliv většina oddílů je určena členům CJKSPD, poselství, varování a nabádání jsou k prospěchu veškerého lidstva a obsahují výzvu všem lidem kdekoli, aby naslouchali hlasu Pána Ježíše Krista, promlouvajícího k nim pro jejich časné blaho a jejich věčné spasení.
Většina zjevení v této sbírce byla přijata skrze Josepha Smitha ml., prvního proroka a presidenta CJKSPD. Další byla vydána skrze některé z jeho následníků v předsednictví. Nauky a smlouvy byly poprvé vydány v roce 1833 a členům církve byly poprvé oficiálně představeny 17. srpna 1835.

### Obsah knihy
NaS dnes obsahuje 138 oddílů. Několik počátečních oddílů se pojí se záležitostmi týkajícími se překladu a vydání Knihy Mormonovy (viz oddíly 3,5,10,17 a 19). Některé pozdější oddíly odrážejí práci proroka Josepha Smitha na přípravě inspirovaného překladu Bible, během níž bylo přijato mnoho velkých naukových oddílů (viz například oddíly 37,45,77 a 91, z nichž každý má nějaký přímý vztah k překladu Bible). V průběhu času byly z původní knihy některé oddíly odejmuty. Jako poslední byly do knihy přidány oddíly 137 a 138 v roce 1981 a od té doby je tohle podoba Nauk a smluv, kterou církev používá.

### Duchovní nauky
Ve zjeveních jsou uvedeny nauky evangelia s vysvětleními takových základních záležitostí, jako je podstata Božstva, původ člověka, reálnost Satana, účel smrtelnosti, nutnost poslušnosti, potřeba pokání, působení Svatého Ducha, obřady a úkony, osud země, věčnost manželského vztahu a věčná podstata rodiny. Podobně je ukázáno postupné odhalování administrativní struktury Církve, jako je povolávání biskupů nebo třeba zřízení dalších předsedajících úřadů a kvor. Nakonec je přidáno svědectví, které je dáno o Ježíši Kristu – jeho božskosti, majestátnosti, dokonalosti, lásce a vykupující moci. Na začátku knihy je ještě připojeno Svědectví dvanácti apoštolů a pravdivosti knihy Nauk a smluv, jejichž jména jsou: Thomas B. Marsh, David W. Patten, Brigham Young, Heber C. Kimball, Orson Hyde, William. E. McLellin, Parley P. Pratt, Luke S. Johnson, William Smith, Orson Pratt, John F. Boynton, Lyman E. Johnson

## Verze Kristovy komunity
Kristova komunita uznává většinu zjevení, která přijal prorok Joseph Smith. Zvláště Oddíl 26 z tohoto období je pro Kristovu komunitu velice podstatné, neboť říká, že
je nutno se na všem dohodnout na základě "všeobecného souhlasu". Tento princip přímé demokracie se Kristova komunita pokouší uplatňovat například skrze Světové konference.

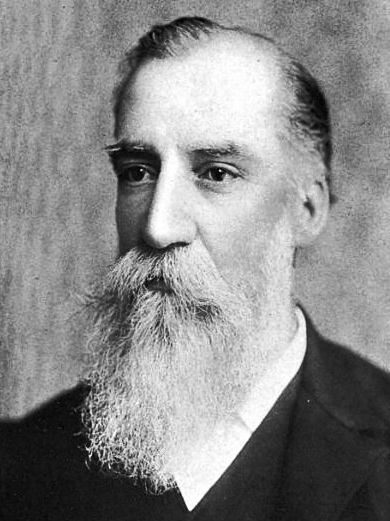
Zakladatel Komunity Kristovy, Joseph Smith III.

Verze Kristovy komunity obsahuje 17 oddílů od syna Josepha Smithe, Josepha Smithe III. Dále 7 oddílů od jeho syna, Fredericka M. Smithe a následně ještě 15 dalších zjevení od jeho bratrů, Israela A. Smithe a W. Wallace Smithe. Kniha obsahuje také 12 dalších zjevení jejich pokračovatelů.

### Počáteční zjevení
První z přidaných oddílů není zjevení, ale deklarace o monogamii. Druhým historickým oddílem je epištola Josepha Smithe III. o desátcích, která nabádala biskupy ke spravedlivému přerozdělování desátků a varovala před jejich zneužíváním k mocenskému vlivu. Třetí dokument, nazývaný podle kánonu Komunity Kristovy, Oddíl 115, je záznamem povolání Williama Markse k církevní službě.

### Zjevení odesátcích(Oddíl 114)
Joseph Smith III. také přijal zjevení, které ve své krátkosti informovalo členy církve o správném postupu při zacházení s desátky. Bůh v tomto zjevení přikázal, aby financování církve bylo transparentní a "každý jej mohl vidět před zrakem Božím". Tato praxe je v příkrém kontrastu s utajovanými financemi CJKSPD.

### Kněžství pro černochy (Oddíl 116)
Již v roce 1865 došlo ke vzniku čtvrtého dokumentu – Zjevení o kněžství pro černochy. V tomto zjevení Joseph Smith III. zaznamenal, že bránit ve vysvěcování ke kněžství jakékoliv rasy je herezí, jelikož před Bohem jsou si všichni rovni.
Komunita Kristova byla pro rané i pozdější mormony výrazná tím, že již od počátku udělovala kněžství osobám černošského původu, zatímco Církev Ježíše Krista Svatých Posledních dnů tuto možnost zavedla až v roce 1978.

### Kněžstvípro ženy (Oddíl 156)
V roce 1972 přijal pravnuk Josepha Smithe Wallace W. Smith zjevení o ekologii. V roce 1984 zase tentýž muž přijal zjevení, které umožnilo ženám získat kněžství a být v vedoucích pozicích. V roce 1998 byly povolané první ženy jako apoštolky Ježíše Krista.
Otázka ženského kněžství je velice diskutovaná i v Církvi Ježíše Krista svatých Posledních dnů, jak ukazuje příklad nedávno exkomunikované Kate Kelly.

### Prorocký lid (Oddíl 162)
Poslední zjevení proroka W. Granta McMurrayho z roku 2004 pojednává o členstvu Kristovy komunity, které je nazýváno "lidem znovuzřízení" a "prorockým lidem". Zjevení specifikuje, že úkolem členů je ztělesňovat v sobě Boží chrám jako symbol celistvosti a láskyplné komunity. Zjevení upozorňuje, že veškerá podstatná rozhodnutí musí Kristova církev činit v souladu se zákonem Všeobecného souhlasu (anglicky "common consent"), který zajišťuje transparentnost a demokratičnost církve. Prorok McMurray také varuje členy, aby příliš nelpěli na tradicích, starých výkladech a pasážích svatého písma, které už nevyhovují moderním potřebám evangelia a křesťanské církve. Tradice je dle zjevení Boží rada lidskému společenství v konkrétním okamžiku a místě, a proto nelze všechna minulá písma bez úpravy aplikovat na dnešní situace. Některé z myšlenek tohoto oddílu Nauky a smluv byly podrobněji vysvětleny ve zjevení o manipulaci se svatými písmy od Stepheny M. Veazeyho.

### Manipulace se svatými písmy (Oddíl 163)
V roce 2007 přijali členové na Světové konferenci Kristovy komunity zjevení proroka Stephena M. Veazeyho, které se soustředí na poselství míru a varuje před manipulacemi se svatými Písmy. Zjevení jasně deklaruje, že svaté knihy jsou odrazem své doby a ducha osob, které jej zapisují. Nikdy nelze používat svaté písmo k diskriminaci druhých osob na základě pohlaví, rasy, genderu nebo jiných vlastností. Pasáže z Bible nebo jiných písem, které tomuto principu odporují, musí být odmítnuty nebo interpretovány odlišně. Svatá písma nelze používat k prosazování, šíření nebo uplatňování násilí na druhých. Pokud některé verše svatých písem k tomuto nabádají, musí být odsouzeny a nelze je považovat za Boží příkaz.

## Zjevení Josepha Smithe

### Slovo moudrosti (Oddíl 89)
Slovo moudrosti je ustálený název pro zjevení, které roku 1835 zapsal mormonský prorok Joseph Smith. Definuje správný životní styl mormonů.
Bylo údajně dáno Bohem "nikoliv jako přikázání, ale jako rada Svatým". Sehrálo důležitou roli v mormonském hnutí. Nachází se dnes v knize Nauky a Smluv, jako oddíl 89. 

### Zjevení o monogamii z roku 1835 (Oddíl 101)
V roce 1835 byla vydána raná verze mormonského svatého Písma, Nauky a Smluv. V ní se nacházela "Deklarace o manželství", zvaná také "zjevení o monogamii". Ve vydání z roku 1835 je tento dokument nazván "Oddíl 101, zatímco ve vydání z roku 1844 (roku, kdy zemřel prorok Joseph Smith) je text očíslován jako "Oddíl 109".
Deklarace monogamního manželství byla součástí mormonského svatého Písma až do roku 1854, kdy byla v CJKSPD nahrazena "zjevením o polygamii". Kristova komunita (liberální mormonská odnož) Deklaraci o monogamii stále považuje za součást Písma a polygamní zjevení ("oddíl 132") nikdy neuznala.

#### Obsah dokumentu
Zjevení o monogamii bylo slavnostním prohlášením, že mormoni věří v monogamii. V dokumentu se doslova píše:
 "Tato církev Krista byla obviňována z hříchu cizoložství a polygamie. My však deklarujeme, že věříme, že muž má mít jen jednu ženu a žena pouze jednoho muže..."

Na konci dokumentu je podepsáno mnoho vlivných členů mormonismu, kteří tento dokument prezentovali členům mormonské církve jako pravdu, ačkoliv ve stejné době polygamii tajně praktikovali.
Z lidí, kteří dokument podepsali, ačkoliv sami byli zapojeni v polygamní rodině, můžeme kromě Josepha Smithe jmenovat například jeho ženu Emmu Smithovou (věděla o tajné praxi polygamie minimálně kvůli svému několikanásobnému odhalení Josephových skrytých manželek), dále Elizu R. Snow (byla tajnou manželkou Josepha Smithe a Brighama Younga) nebo Elizabeth Ann Whitney (která dala Josephu Smithovi svou sedmnáctiletou dceru za tajnou plurální manželku). Pod dokumentem je také podepsáno několik apoštolů a proroků mormonské CJKSPD, jmenovitě John Tylor (třetí prezident církve, měl 7 nebo více žen) nebo Wilford Woodruff (čtvrtý prezident církve, měl 9 manželek).

### Zasvěcení chrámu v Kirtlandu (Oddíl 110)
V oddílu 110 Joseph Smith vlastními slovy popsal zážitek, kdy se mu zjevily 4 nebeské bytosti – Ježíš Kristus, Mojžíš, Elias a Eliáš. Šlo o poslední zjevení biblických proroků Josephu Smithovi, které mme zaznamenané v Nauce a smlouvách. 

### Křty za mrtvé (Oddíly 127 a 128)
Nauka a Smlouvy popisuje křty za mrtvé podrobně ve 2 oddílech (127 a 128). Jde o dopisy, které členům církve napsal prorok Joseph Smith a vysvětluje v nich praktické návody i teologické pozadí celé nauky. 
"V tom je sláva a čest a nesmrtelnost a věčný život – Obřad křtu vodou, býti do ní ponořen, aby to odpovídalo podobnosti mrtvých, aby jedna zásada mohla býti v souladu s druhou; býti ponořen do vody a vyjíti z vody je v podobnosti vzkříšení mrtvých při vyjití z hrobu jejich; tudíž, tento obřad byl ustanoven, aby tvořil spojitost s obřadem křtu za mrtvé, jsa v podobnosti mrtvých. Následkem toho byla zřízena křticí nádrž jako podobenství hrobu a bylo přikázáno, aby byla pod místem, kde jsou žijící zvyklí se shromažďovati, aby se rozlišili žijící a mrtví a aby všechny věci mohly míti podobnost svou..." Nauka a Smlouvy 128:12-13

Podle učení Josepha Smithe byly křty za mrtvé naplněním slibu o Eliášově kněžství, které bylo předáno v kirtlandském chrámu, jak je zaznamenáno v Oddílu 110.
"Malachiáš praví (poslední kapitola, verše 5-6): "Vizte, pošlu vám Eliáše, proroka, před příchodem velikého a hrozného dne Páně; A on obrátí srdce otců k dětem a srdce dětí k otcům jejich, abych nepřišel a nestihl zemi prokletím..." Země tedy bude stižena prokletím, pokud nebude existovat stmelující článek nějakého druhu mezi otci a dětmi – a vizte, co je onou věcí? JE TO KŘEST ZA MRTVÉ. Neboť my bez nich nemůžeme býti učiněni dokonalými; ani oni bez nás nemohou býti učiněni dokonalými."